# Mõisaküla
Mõisaküla è un ex comune dell'Estonia situato nella contea di Viljandimaa, nell'Estonia meridionale, in prossimità del confine con la Lettonia; era classificato come comune urbano e città (in estone linn).
Il 24 ottobre 2017 è confluito, insieme ad Abja, Halliste e Karksi, nel nuovo comune di Mulgi.